# Matt O'Leary (tastierista)
Matt O'Leary (Londra, 16 ottobre 1970) è un tastierista britannico, noto per la sua militanza nel gruppo musicale rock progressivo The Pineapple Thief.

## Biografia
Griffiths è entrato nel mondo della musica in giovane età, iniziando a suonare la chitarra a otto anni, per poi passare all tastiera e al pianoforte.  Durante l'adolescenza ha suonato in varie band locali, e successivamente si è laureato presso la Guitar Institute di Londra.  Nel 2004 si unì ai Linear Sphere, gruppo fondato dal chitarrista Martin Goulding.
Dal 2002 al 2005 ha fatto parte della band The Pineapple Thief, mentre nel 2015 esordisce come solista, con l'album From an Orchad Aflame.

## Discografia

### Da solista
- 2015 – From an Orchad Aflame

### Con i Linear Sphere
- 2004 – Reality Dysfunction

### Con i Phineapple Thief
- 2005 - 10 Stories Down

### Collaborazioni
- 2021 – Darby Todd – Beginning of the End (da The Reality of Zeros and Ones)